# 2008 en philosophie
Chronologie de la philosophie
- 2004
- 2005
- 2006
- 2007
- 2008
- 2009
- 2010
- 2011
- 2012

L’année 2008 a été marquée, en philosophie, par les événements suivants :

## Publications
- Le Travail de la liberté, de Robert Misrahi.
- Mai-68. La philosophie est dans la rue !, de Vincent Cespedes.
- Nudge, de Richard Thaler et de Cass Sunstein.
- Johan Degenaar : La deuxième réflexion. Une sélection de la pensée de Johan Degenaar. Samest.: W.L. van der Merwe en P. Duvenage. Stellenbosch: SUN Press. (In pers.)

### Rééditions
- Francis Bacon  : Œuvres complètes, Paris, L'Harmattan.

## Projet de recherche
- Nietzsche-Kommentar